# Arctostaphylos andersonii
Arctostaphylos andersonii là một loài thực vật có hoa trong họ Thạch nam. Loài này được A.Gray mô tả khoa học đầu tiên năm 1876.